# Götz von Rohr
Götz von Rohr (* 7. Juli 1944 in Wiesbaden) ist ein deutscher Geograph und arbeitet an der Christian-Albrechts-Universität zu Kiel.

## Wissenschaftlicher Werdegang
Götz von Rohr schloss 1968 in Hamburg bei Gerhard Sandner sein Studium als Dipl.-Geograph ab. Das Thema seiner Diplomarbeit war Industriegeographie von Wandsbek. Im Jahr 1970 folgte dann die Promotion, ebenfalls in Hamburg bei Sandner, und der Titel seiner Dissertation lautete Industriestandortverlagerungen im Hamburger Raum. Die Habilitierung erfolgte 1991 im Fachbereich Geographie der Universität Bremen.

## Beruflicher Werdegang
Ab 1968 war von Rohr Wissenschaftlicher Mitarbeiter am Geographischen Institut der Universität Hamburg. In den Jahren 1969 bis 1972 war er Angestellter im Landesplanungsamt von Hamburg. Dann war er für acht Jahre Projektleiter bei der GEWOS GmbH und wechselte im Jahr 1980 in den Planungsstab der Senatskanzlei von Hamburg, wo er die Leitung der Abteilung „Bau, Umwelt, Wirtschaft und Verkehr“ übernahm. Im Jahr 1992 wurde er Direktor am Geographischen Institut der CAU Kiel. Seit 2009 befindet er sich im Ruhestand, arbeitet aber weiter an Forschungsprojekten mit.
Als Vorsitzender des Deutschen Verbandes für Angewandte Geographie (DVAG, s. u.) und als Direktor am Geographischen Institut der Universität Kiel war sein zentrales Anliegen, die Ausbildung von Diplomgeographinnen und -geographen systematisch und bundesweit auf die Anforderungen der Berufspraxis zu orientieren (so 1982 bis 1984 mit der „Studienreformkommission Geographie“ der Kultusministerkonferenz).

## Forschung- und Interessenschwerpunkte
In der Forschung und Entwicklung verfolgt von Rohr die Schwerpunkte Wohnungsmarktbeobachtung und -prognose, Suburbanisierung, Interkommunale Kooperation, Straßenverkehrsvermeidung und Kreuzfahrtentwicklung.
Götz von Rohrs in zwei Auflagen erschienenes Lehrbuch Angewandte Geographie war bis 2023 das einzige deutschsprachige Lehrwerk zu dieser Subdisziplin der Geographie. Henning Nuissl beschreibt es 2023 als „noch immer sehr lesenswert“.

## Mitgliedschaften
- Akademie für Raumforschung und Landesplanung (ARL, Ordentliches Mitglied)
- Deutscher Verband für Angewandte Geographie (DVAG, Vorsitzender 1977 bis 1985; Ehrenmitglied)

## Sonstiges
Politisch engagiert er sich seit 1972 bei der SPD und hatte mehrere politische Ämter inne. So war er in den Jahren 1991 bis 1994 Bürgermeister von Buchholz in der Nordheide.

## Werke
- Entlastung der Verdichtungsräume, Göttingen: Vandenhoeck und Ruprecht, 1976.
- Der Beruf des Geographen, Hamburg: Material zum Beruf des Geographen, Band 1, 1. Auflage 1978 (mehrere Auflagen, hrsg. vom Deutschen Verband für Angewandte Geographie).
- Angewandte Geographie, Braunschweig: Höller u. Zwick, 1990.
- Angewandte Geographie, Braunschweig: Westermann, 1994 (2., verb. Aufl.).
- Geographen und ihr Markt, Braunschweig: Westermann, 1. Auflage 1996 (Mehrere Auflagen, hrsg. vom Deutschen Verband für Angewandte Geographie).